# Communes de la province de Teramo
- Haut – A
- B
- C
- D
- E
- F
- G
- H
- I
- J
- K
- L
- M
- N
- O
- P
- Q
- R
- S
- T
- U
- V
- W
- X
- Y
- Z

## A
- Alba Adriatica
- Ancarano
- Arsita
- Atri

## B
- Basciano
- Bellante
- Bisenti

## C
- Campli
- Canzano
- Castel Castagna
- Castellalto
- Castelli
- Castiglione Messer Raimondo
- Castilenti
- Cellino Attanasio
- Cermignano
- Civitella del Tronto
- Colledara
- Colonnella
- Controguerra
- Corropoli
- Cortino
- Crognaleto

## F
- Fano Adriano

## G
- Giulianova

## I
- Isola del Gran Sasso d'Italia

## M
- Martinsicuro
- Montefino
- Montorio al Vomano
- Morro d'Oro
- Mosciano Sant'Angelo

## N
- Nereto
- Notaresco

## P
- Penna Sant'Andrea
- Pietracamela
- Pineto

## R
- Rocca Santa Maria
- Roseto degli Abruzzi

## S
- Sant'Egidio alla Vibrata
- Sant'Omero
- Silvi

## T
- Teramo
- Torano Nuovo
- Torricella Sicura
- Tortoreto
- Tossicia

## V
- Valle Castellana